# Pristimantis piceus
Pristimantis piceus är en groddjursart som först beskrevs av Lynch, Ruiz-Carranza och Ardila-Robayo 1996.  Pristimantis piceus ingår i släktet Pristimantis och familjen Strabomantidae. IUCN kategoriserar arten globalt som livskraftig. Inga underarter finns listade i Catalogue of Life.